# Alles Okay, Corky?
Alles Okay, Corky? ist eine US-amerikanische Fernsehserie. Es war die erste Serie, in der ein als geistig behindert diagnostizierter Schauspieler die Hauptrolle übernahm. Corky ist ein Schüler mit Trisomie 21. Die Fernsehserie zeigt die Tücken und alltäglichen Probleme des Jungen in seinem Umfeld, beispielsweise in der von ihm besuchten Regelschule.  

## Auszeichnungen (Auswahl)
- Hauptdarsteller Chris Burke wurde 1990 als bester Hauptdarsteller in einer Fernsehserie für einen Golden Globe nominiert.
- Darsteller Chad Lowe wurde 1993 mit dem Emmy in der Kategorie Outstanding Supporting Actor in a Drama Series ausgezeichnet.
- Schauspielerin Viveca Lindfors erhielt für ihren Gastauftritt in einer Episode einen Emmy.
- Kellie Martin wurde 1991 und 1992 mit dem Young Artist Award ausgezeichnet.